# Windows 98
Windows 98 (dříve Codename Memphis) je již nepodporovaný operační systém vydaný společností Microsoft 25. června 1998, součást řady operačních systémů Microsoft Windows. Systém Windows 98 byl velice podobný o něco staršímu systému Windows 95, mezi novinky patřila lepší podpora sběrnic AGP a USB, podpora pro více monitorů.
Na rozdíl od řady Windows NT se stále jedná o hybridní 16/32bitový systém, který měl časté problémy s nestabilitou a pády do modré obrazovky s chybovým hlášením, které se přezdívalo „Modrá obrazovka smrti“ (Blue screen of death, BSOD). Dědí se ještě podpora DOSu.

## Windows 98 Beta 2.1/3
Windows 98 Beta 2.1/3 (označováno jako od Build 1602 do 1650.7) je označení pro testovací verze operačního systému Windows 98, které předcházely vydání finální verze. Od konce roku 1996 vydaná Microsoft Memphis Developer Release (Verze pro vývojáře Microsoft Memphis, označován jako Build 1351). V roce 1997 byla vydána starší vývojová verze Windows Memphis Beta 1 (Windows 98 build 1525), která byla aktualizována a vyvinuta do Windows 95, kdy byla změněna na verze Windows 98 Beta 2 (Build 1581). 

## Windows 98 Second Edition
Windows 98 Second Edition (Windows 98 Druhé vydání, běžně označováno jako „Windows 98 SE“) byla mírně vylepšená verze tohoto operačního systému, vydaná 10. června 1999. Druhé vydání obsahovalo opravy mnoha menších chyb, novou (pátou) verzi prohlížeče Windows Internet Explorer, podporu pro sdílení připojení k Internetu (Internet Connection Sharing), vylepšenou podporu USB, Netmeeting verze 3 a podporu pro DVD.

## Konec podpory ze strany Microsoftu
Dne 11. července 2006 vydala společnost Microsoft poslední aktualizaci a ukončila oficiálně podporu pro tento operační systém. „Toto je poslední upozornění pro všechny ty, kteří odkládali přechod z Windows 98/ME na Windows XP,“ uvedl Microsoft v tiskové zprávě, která informuje o ukončení podpory starých programů.

## Systémové požadavky
- Procesor i486 DX 66 MHz nebo vyšší
- minimálně 16 MB operační paměti, 24MB doporučeno
- VGA monitor schopný zobrazit rozlišení minimálně 640×480
- CD-ROM nebo DVD-ROM (k instalaci je možné využít také diskety, ovšem proces instalace je tak velmi zdlouhavý)
- Místo na disku:(doporučeno min. 500 MB)
  - Ze systému Windows 3.1 nebo Windows 95: 120–295 MB (obvykle 195 MB)
  - Nová instalace – FAT16: 165–300 MB (obvykle 225 MB)
  - Nová instalace – FAT32: 140–220 MB (obvykle 175 MB)

Windows 98 neuměl obsloužit paměť nad 1024 MB. Bylo možné to obejít záměnou Himem.sys programem třetí strany – Himemx.exe. Zde jde pomocí parametrů omezit adresovanou RAM na 1024 MB, i když je v PC více než 1 GB RAM.
Pokud se uživateli podařilo obejít při instalaci kontrolu hardwarových komponent, šel tento systém spustit i na sestavách s procesorem 386.

### Nejvýkonnější možná sestava pro Windows 98 SE
- Základní deska s chipsetem nForce 3 Ultra se Socketem 939
- Procesor AMD FX-57 (2,8 GHz) 104W TDP /passmark 517
- 1 GB operační paměti
- grafická karta do slotu AGP 8× – ATI Radeon 9800 (neoficiálně až ATI Radeon X850) nebo NVIDIA GeForce 6800
- 137 GB pevný disk, (i tuto velikost HDD lze obejít s modifikovanými ovladači, k "ESDI506", které poskytnou Win9x 48bitový "náhled" na HDD, což bylo však s použitím formátu FAT32 již tak přehnané. Toto řešení může i nemusí vyvolat nečekané problémy).
- Základní deska s chipsetem i865 se Socketem 775
- procesor intel Core 2 Duo E6700 (2.66 GHz) 65W TDP /passmark 1089